# Закс, Гунтер
Фриц Гунтер Закс (нем. Fritz Gunter Sachs; 14 ноября 1932, Майнберг — 7 мая 2011, Гштад) — немецкий фотограф, плейбой и мультимиллионер.

## Биография
Родился 14 ноября 1932 года в замке Майнберг недалеко от Швайнфурта. Мать Гунтера была дочерью Вильгельма фон Апелль, его отцом был Вилли Закс — владелец компании, ведущий производитель подшипников и одним из крупнейших поставщиков автомобилей в Германии. Дед по отцовской линии Эрнст Закс был основателем автоконцерна Fichtel & Sachs.
Вилли Закс был знаком с Германом Герингом и Генрихом Гиммлером и был арестован американскими властями, но позже освобождён. Гунтер Закс комментировал прошлое своего отца в ряде публикаций.
В 1972 году Закс открыл галерею в Гамбурге и организовал первую в Европе выставку своего друга Энди Уорхола. В 1974 году он заказал Уорхолу серию шелкографических портретов своей бывшей жены Бриджит Бардо. В мае 2006 года Закс продал одну из шелковых ширм Бардо Уорхола на аукционе за 3 миллиона долларов.

### Личная жизнь
Первая жена (1955—1958) — Анн-Мари Форе (?-1958), умерла во время операции после автомобильной аварии.
- Сын — Рольф Закс (род. 1955), художник, дизайнер, миллионер, с 1985 по 2014 год был женат на иранке, писателе Мариам Динер-Закс (род. 1961).
  - Внук — Филипп Закс (род. 1986)
  - Внук — Фредерик Закс (род. 1988)
  - Внучка — Роя Закс (род. 1991), галерист, куратор выставок.

Вторая жена (1966—1969) — Бриджит Бардо (род. 1934), французская актриса. Брак был заключен в Лас-Вегасе.
Третья жена (1969—2011) — Мирья Ларссон (род. 1943), бывшая шведская модель.
- Сын — Кристиан Гунар Закс (род. 1971)
- Сын — Клаус Александр Закс (род. 1982)[6].

### Смерть
Застрелился 7 мая 2011 года из-за боязни неизлечимой болезни. В предсмертной записке говорилось, что он действовал из-за того, что он назвал «безнадежной болезнью А», которую предположили как болезнь Альцгеймера из-за схожих симптомов.

## Память
В его честь назван один из поворотов трассы в Санкт-Морице, где он был председателем «Клуба Бобслея Санкт-Мориц» с 1969 по 2011 год.